# Tribulopis homalococca
Tribulopis homalococca är en pockenholtsväxtart som först beskrevs av Karel Domin, och fick sitt nu gällande namn av R.M. Barker. Tribulopis homalococca ingår i släktet Tribulopis och familjen pockenholtsväxter. Utöver nominatformen finns också underarten T. h. alifer.